# Gesiel José de Lima
Gesiel José de Lima (nacido el 8 de diciembre de 1968), mas conocido como Nasa, es un exfutbolista brasileño que se desempeñaba como centrocampista.
Jugó para clubes como el Santa Cruz, Moto Club, Madureira, Vasco da Gama y Yokohama F. Marinos.

## Trayectoria

### Clubes
| Club                | País   | Año         |
| ------------------- | ------ | ----------- |
| Santa Cruz          | Brasil | 1989 - 1991 |
| Ferroviário         | Brasil | 1991 - 1995 |
| União São João      | Brasil | 1995        |
| Comercial           | Brasil | 1996        |
| Moto Club           | Brasil | 1996        |
| Madureira           | Brasil | 1997        |
| Vasco da Gama       | Brasil | 1997 - 2001 |
| Yokohama F. Marinos | Japón  | 2001 - 2002 |
| América             | Brasil | 2003        |
| Icasa               | Brasil | 2004        |
| Guarani             | Brasil | 2005        |
| Madureira           | Brasil | 2005        |